# High School Musical 2
High School Musical 2 là phần tiếp theo của bộ phim ăn khách High School Musical của Walt Disney. Bộ phim được phát sóng trên kênh Disney Channel - Hoa Kỳ và Family Channel - Canada vào ngày 17 tháng 8 năm 2007. Ngày 9 tháng 9, bộ phim được phát sóng tại các nước châu Á trên kênh Disney Channel Asia, trong đó có Việt Nam. Bộ phim ăn khách này đã thu hút 17,2 triệu khán giả chỉ riêng ở Mỹ. Ở châu Á, tổng cộng đã có 29,5 triệu người theo dõi phim này vào ngày 9 tháng 9 năm 2007, còn Philippines cũng đã có tới 9 triệu người xem .

## Cốt truyện
Kỳ nghỉ hè đã đến, Troy và Gabriella muốn có một kỳ nghỉ tuyệt vời bên nhau và tìm được một việc làm thêm. Trong khi đó, Sharpay đã bí mật thuê Troy làm việc tại Lava Springs, câu lạc bộ đồng quê do gia đình cô làm chủ. Cô tận hưởng cuộc sống sung sướng và chờ Troy đến. Nhưng kế hoạch đã đổ bể khi các thành viên khác của đội bóng rổ Mèo Hoang, Gabriella, Taylor, Kelsi, Martha cũng đến làm việc tại đây. Sharpay cực kỳ tức giận và thông qua ông quản lý Fulton tìm cách làm khó họ.
Tuy nhiên cả đội nỗ lực làm việc thật tốt. Một buổi chiều sau khi vừa làm xong công việc, Troy và Gabriella nghe thấy tiếng đàn của Kelsi. Hai người song ca với nhau bài hát mới của Kelsi và quyết định tham gia buổi biểu diễn ca nhạc của khách sạn.
Sharpay lại càng tìm cách chia rẽ Troy với Gabriella và các bạn. Cô thăng chức cho Troy làm trợ lý sân gôn và giới thiệu anh với bố mẹ. Ngưỡng của vào đại học với học bổng bóng rổ khiến tương lai của Troy trở nên tươi sáng hơn bao giờ hết. Nhưng anh cũng dần xa lánh các bạn và cả với chính Gabriella. Còn Ryan, đang bị bỏ rơi bởi bà chị kiêu ngạo đã được Gabriella và Taylor mời đến sân bóng chày chơi cùng Chad và đội Mèo Hoang. Ryan đã nhận lời giúp đỡ đội tham gia Talent Show (cuộc thi tuyển lựa tài năng). Khi Sharpay bắt gặp em trai đang hỗ trợ cho nhóm Mèo Hoang, cô ta cực kỳ giận dữ và đã thông qua ông quản lý Fulton cấm tất cả những học sinh làm thêm không được tham gia buổi biểu diễn. Cô còn ngang ngược yêu cầu Kelsi phải sửa lại nhạc điệu bài hát để cô và Troy biểu diễn theo phong cách mới. Gabriella đau lòng bỏ đi vì sự đổi mới của Troy. Troy hối hận và quyết định không hát cùng với Sharpay nữa và trở lại thân thiết với các bạn như xưa.
Trong đêm Talent Show, Sharpay cảm thấy rất đau khổ. Ryan và các bạn đã vờ khuyên Troy nên hát với Sharpay và nói rằng Sharpay bảo Troy phải học bài hát mới. Sharpay ngạc nhiên khi nghe thấy Troy báo tin đổi bài hát và ngỡ ngàng vì biết mình đã bị lừa. Lúc biểu diễn, bất chợt Gabriella xuất hiện và lên hát song ca cùng Troy. Đó chính là món quà bất ngờ mà các bạn dành cho Troy. Đoạn cuối bài hát, tất cả các bạn cùng đồng ca bước lên sân khấu. Sharpay cũng được Troy mời lên và cảm thấy vô cùng hạnh phúc. Khi ông Fulton định công bố giải thưởng Sao Sáng mà luôn luôn dành cho Sharpay, cô đã giật cái micro và tuyên bố giải thưởng thuộc về em trai Ryan. Đêm đến, tất cả các bạn Troy, Gabriela, Sharpay, Ryan, Chad, Taylor, Kelsi... ra bãi cỏ ngắm sao băng và thả đèn lồng. Trong màn pháo hoa rực rỡ và những vòi phun nước của sân cỏ, Troy và Gabriella đã trao nhau nụ hôn. Kết thúc bộ phim là một bữa tiệc vui vẻ dành cho toàn thể nhân viên khách sạn Lava Spring (Trong đó có cả Sharpay). Nhưng Sharpay trong phim vẫn ghen với Gabriella.

## Kỷ lục
Bộ phim này đã thu hút được số người xem là 17,2 triệu người, hơn khoảng 10 triệu người so với Phần 1 để trở thành chương trình có nhiều người xem nhất trên truyền hình cáp từ trước đến nay ở Mỹ .Với 29.5 triệu người xem, phim này cũng đã trở thành phim có số người xem nhiều nhất trên truyền hình cáp tại châu Á..
| Khu vực/Quốc gia | Số người xem |
| ---------------- | ------------ |
| Thế giới         | 17,9 triệu   |
| Mỹ               | 17,2 triệu.  |
| Vương quốc Anh   | 1,2 triệu    |
| Mỹ Latin         | 3,3 triệu    |
| Châu Á           | 29,5 triệu   |

Trong các ngày cuối tuần vào thời gian High School Musical 2 sắp công chiếu, số lượt người bầu chọn cho High School Musical 2 đã tăng 442% trên MovieMeter của IMDB để lên vị trí thứ 7 trong bảng xếp hạng.

## Diễn viên

### Nhân vật chính
- Zac Efron - Troy Bolton
- Vanessa Anne Hudgens - Gabriella Montez
- Ashley Tisdale - Sharpay Evans
- Lucas Grabeel - Ryan Evans
- Corbin Bleu - Chad Danforth
- Monique Coleman - Taylor McKessie

## Các bài hát trong phim
- What Time Is It ?
- Fabulous
- Work This Out
- You Are The Music In Me
- I Don't Dance
- You Are The Music In Me (Sharpay)
- Gotta Go My Own Way
- Bet On It
- Everyday
- All For One

## Ngày phát hành
| Quốc gia                                | Kênh                            | Ngày phát hành      |
| --------------------------------------- | ------------------------------- | ------------------- |
| Mỹ                                      | Disney Channel                  | 17 tháng 8 năm 2007 |
| Canada                                  | Family Channel                  | 17 tháng 8 năm 2007 |
| Châu Á trừ Đài Loan                     | Disney Channel Asia             | 9 tháng 9 năm 2007  |
| Nhật Bản                                | Disney Channel Around the World | 17 tháng 9 năm 2007 |
| Vương quốc Liên hiệp Anh và Bắc Ireland | Disney Channel UK               | 21 tháng 9 năm 2007 |
| Úc                                      | Disney Channel Australia        | 22 tháng 9 năm 2007 |
| New Zealand                             | Disney Channel New Zealand      | 22 tháng 9 năm 2007 |
| Đức                                     | Disney Channel Germany          | 22 tháng 9 năm 2007 |
| Argentina                               | Disney Channel Around the World | 22 tháng 9 năm 2007 |
| México                                  | Disney Channel Around the World | 23 tháng 9 năm 2007 |
| Cộng hòa Dominican                      | Disney Channel Around the World | 23 tháng 9 năm 2007 |
| Đài Loan                                | Disney Channel Taiwan           | 24 tháng 9 năm 2007 |
| Pháp                                    | Disney Channel France           | 25 tháng 9 năm 2007 |
| Ý                                       | Disney Channel Italy            | 29 tháng 9 năm 2007 |
| Bồ Đào Nha                              | Disney Channel Portugal         | 29 tháng 9 năm 2007 |
| Tây Ban Nha                             | Disney Channel Spain            | 29 tháng 9 năm 2007 |
| Hà Lan                                  | Net 5                           | 29 tháng 9 năm 2007 |
| Ba Lan                                  | Disney Channel Poland           | 5 tháng 10 năm 2007 |
| Đan Mạch                                | Disney Channel Scandinavia      | 5 tháng 10 năm 2007 |
| Nam Phi                                 | Disney Channel South Africa     | 5 tháng 10 năm 2007 |
| Trung Đông                              | Disney Channel Middle East      | 5 tháng 10 năm 2007 |
| Brasil                                  | Disney Channel Brazil           | 7 tháng 10 năm 2007 |

## Các hoạt động
- "Chat với đội Wildcat" phiên bản của phim ra mắt vào ngày 18 tháng 8 năm 2007. Đây là phiên bản có kèm câu trả lời những câu hỏi của các người hâm mộ.
- Phiên bản "High School Musical 2: Sing Along" của phim ra mắt vào ngày 19 tháng 8 năm 2007
- Phiên bản "High School Musical 2: Dance Along" của phim sẽ xuất hiện vào ngày 8 tháng 9 năm 2007. Các diễn viên sẽ dạy các bạn các bước nhảy của bài What Time Is It? và All For One
- Bản Pop-up của phim được chiếu vào giữa tháng 12 năm 2007 (ở Hoa Kỳ), tháng 3 năm 2008 ở châu Á
- Ở phần 2, Disney Channel đã cho chính các fans cuồng nhiệt của High School Musical góp tay tham gia bình chọn trang phục, đạo cụ, slogan... cho các diễn viên trong phim. Đã có 45 triệu lượt người bầu chọn cho các mục này.

## Các giải thưởng
Phim này đã nhận giải Thể loại lựa chọn phim TV tại lễ trao giải Teen Choice Awards 2007
Diễn viên chính Zac Efron giành giải Choice Male Hottie và Vanessa Anne Hudgens thắng giải Choice Female Breakout Artist.

## Các sản phẩm
Đĩa DVD của phim này sẽ tung ra vào ngày 11 tháng 10 năm 2007.
Cùng ngày, đĩa Blu-ray của phim cũng sẽ ra mắt .
Tiểu thuyết cho trẻ em đã phát hành vào ngày 14 tháng 8 năm 2007.